# Паслась Оксана Володимирівна
Окса́на Володи́мирівна Пасла́сь (* 1986) — українська спортивна гімнастка; учасниця Олімпійських ігор-2004.

## Життєпис
Народилась 1986 року в місті Львів. Займатися спортом почала у віці шести років в дитячому садочку — тренувала Любов Гринюка. Вже за рік її почала тренувати Олена Єресько. На рівні області почала показувати результати в 9-10-річному віці. А коли мала 12-13 років — на чемпіонатах України її помітила Альбіна Дерюгіна.
Від 1997 року — в складі ЛОО ФСТ «Динамо». 2009 року закінчила Львівський державний університет фізичної культури.
Тренували Гринюка Любов Леонідівна, Єресько Олена Вікторівна, Дерюгіна Альбіна Миколаївна.
ХХVIII Олімпійські ігри — 8-ме командне місце. Чемпіонат світу-2005 (Баку) — у групових вправах були 9-ми — вона та Дзюбчук Олена Володимирівна; Карабаш Єлизавета Юріївна; Кожохіна Інга Андріївна.
2005 року через травму змушена була завершила спортивну кар'єру. Після нетривалої тренерської роботи у Львові переїхала в Туреччину, де проживає з 2006 року. Там вийшла заміж, виховує доньку Мілу.